# Carl Braun
Carl August Braun (Brooklyn, 25 settembre 1927 – Stuart, 10 febbraio 2010) è stato un cestista e allenatore di pallacanestro statunitense, professionista nella BAA e nella NBA.

## Palmarès
- All-BAA Second Team (1948)
- Campionato NBA: 1

Boston Celtics: 1962
- All-NBA Second Team (1954)
- 5 volte NBA All-Star (1953, 1954, 1955, 1956, 1957)